# Diablos danzantes de Tinaquillo
Los Diablos Danzantes de Tinaquillo representan una agrupación religiosa cultural, tradicional de la ciudad de Tinaquillo, en el Estado Cojedes.
Esta Agrupación cumple con la manifestación religiosa que se muestra básicamente en la fiesta de Corpus Christi, el noveno jueves después del Jueves Santo, y el día de San Juan Bautista, el 24 de junio de cada año; además de cumplir con una parte tradicional de 7 salidas o trochas cada año, como pago de promesas de aquellas personas que establecen tal compromiso, el cual se debe llevar a cabo durante 7 años en forma ininterrumpida.
El día Jueves 6 de diciembre de 2012 son nombrados patrimonio cultural inmaterial de la humanidad por la UNESCO junto con otras 10 cofradías del país, durante una asamblea de esta organización en la ciudad de París, Francia.

## Fecha de Fundación y Desarrollo Histórico de los Diablos de Tinaquillo
Citar una fecha exacta de la conformación del primer grupo de Diablos de Tinaquillo es una tarea complicada ya que no existen testimonios escritos de la misma, lo que si se puede asegurar en forma aproximada, considerando algunos relatos de personas de la población, es que a finales del siglo pasado ya existía un grupo de personas que se dedicaban a esta actividad en forma parcial.
Otro aspecto que no se ha aclarado totalmente es como, quien y de donde se trajo la idea de crear una manifestación de esta naturaleza; una serie de razones como:
Similitud en la Vestimenta, parecido en las máscaras, ciertos parecidos en los pasos de las danzas y tonada del cuatro; la cercanía de las poblaciones y los lazos afectivos entre ambas; Nos inducen a pensar en los Diablos de Guacara como los poseedores de nuestras raíces. Debemos acotar que ellos tienen una tradición, aunque interrumpida, de más de 200 años.
Tenemos que resaltar un hecho de trascendental importancia, y es que independientemente de donde sea el origen, las personas que se encargaron de darle cuerpo a esta idea, utilizaron al máximo la creatividad para conjugar una serie de elementos tanto Españoles como Africanos, Indígenas y propios de la manifestación con características propias sin prescindir de lo sagrado y religioso.
Es a principio de este siglo; 1.920 cuando esta manifestación toma mayor relevancia, guiados de la mano del señor Luis Roche y una serie de personas, en las que se encontraban: Virgilio Valera, Melquíades Valera, Dimas Aponte, El Negro Castellano, José Betancourt, entre otros, se encargaron de dar a conocer, no solamente en Tinaquillo sino además en otras regiones aledañas, dicha manifestación y esta pasa a formar parte de la identidad del pueblo.
De esta fase en adelante la historia de los diablos de Tinaquillo se puede decir que se ha dividido en etapas enmarcadas por sus capataces.
Al producirse la muerte del Sr. Roche en el año 1935, tomo la rienda del grupo como capataz el señor Virgilio Valera; al grupo encabezado por dicha persona le toca tomar una decisión que cambiara para el resto de los tiempos hasta el presente la forma en las vestimentas, ellos basados en la palabra que en vida pronunciara el señor Luis Roche, sobre el hecho de no dejar perder la tradición, se encontraron en un serio dilema: salir a bailar con los trajes estampados estando de lutos o dejar de bailar en señal de respeto, la decisión trascendental fue la de salir a bailar y cumplir con la tradición, pero cambiando la coloración de los trajes de estampados a Negro y Rojo (Negro en señal de luto y Rojo para mantener la vistosidad en la vestimenta).
La presencia del Sr. Valera como capataz de los Diablos fue corta, se estima que su permanencia fue de aproximadamente 10 años, se puede decir que con la salida de este señor se cierra la segunda etapa de los diablos, dándole paso a la tercera generación.
En el año 1945, con la salida del Sr. Valera toma las riendas de la agrupación el Señor Dimas Aponte; con él se suman como integrantes, las siguientes personas: Juan Flores, Pablo Flores, Félix Acuña, tito Machado (cuatrista), Feliz Monsalve, Virgilio Franco, Emiliano Reyes, Ramón Pérez, Mariano Peralta, José Camacho, José L. Cabrera.
En esta etapa se acentúa la participación de la manifestación y se exploran nuevos lugares de proyección como: El Pao, El Baúl, San Carlos, Tinaco, Guacara, Yagua, etc.
El señor, Dimas Aponte se mantuvo como capataz durante aproximadamente 15 años, siendo separado de ese rango, por voluntad del resto de los integrantes, en al población de Yagua Estado Carabobo, en el año 1960, aquí se cumple la tercera etapa dando paso a la cuarta generación. Con la salida abrupta de! Señor, Dimas Aponte se decide nombrar capataz al Señor Ramón Pérez, a quien lo secunda el Sr. Mariano Peralta En esta etapa se suman las siguientes personas José Aponte, Víctor Aponte, Elio Romero, José López, Luis Cabrera, Elio Machado, Zoilo Anaje, Víctor Castro. etc.
Como comentario en esta etapa se puede traer a colación el hecho de que hubo un intento fallido de cambio de color de los trajes, cuando el año de 1 972 se decide, para tener un mejor control en comparsa, colocar un color a la camisa por pareja, debido a esto algunos vistieron camisas Rojas, Azules, Amarillas, etc. Esto no funcionó y al siguiente año se regresó a lo original (Camisa Roja y Pantalón Negro).
En esta etapa sucede un acontecimiento tan importante que vendría a garantizar la permanencia de la manifestación del pueblo; una idea, impulsada por la maestra Cristina de Bocaney y el maestro Leopoldo Molina, en el grupo Escolar “General José Antonio Anzoátegui”, de ensayar a un grupo de niños para formar el grupo de Diablitos del Anzoátegui, esta iniciativa fue seguida por el resto de las Escuelas del Pueblo, siendo, dentro del plano cultural, materia obligada para las instituciones.
Con la desaparición física de Ramón Pérez, Mariano Peralta y de Zoilo Azuaje, la cofradía sufre un bajo ánimo espiritual tan fuerte que los obligó a no continuar; Cerrando así (temporalmente), la cuarta etapa de la tradición en el año de 1975.
La tradición no podía morir, por eso motivados por un compromiso con la historia, un grupo de jóvenes descendientes de viejos danzantes; inician los ensayos con la finalidad de reiniciar la actividad, de salir a la calle y así de la nostalgia de un pueblo, que podía ver a sus diablos danzar, para satisfacer los recuerdos del pasado; sabían que el camino era largo y duro, pero les importaba la fe y el apoyo del pueblo de Tinaquillo.
Luego de una serie de ensayos, el Santo día, Jueves de Corpus Christi del año de 1.980, salen de nuevo a la calle en el reinicio de las actividades, en este importante día se inicia la quinta generación; la agrupación la conformaban las siguientes personas: Elio Romero (Capataz), Carlos Cabrera ( Segundo), José Cabrera (Hijo), Servideo Pérez, Pablo Hernández, José López, Domingo Rumbos, Pedro González, Carlos Hernández, José Pérez (Cuatrista), José Morales, Israel Martínez, etc. esto lo ha escrito el inteligente bruno aguilar 1 b en el José laurencio silva.

## Vestimenta
La vestimenta está compuesta por:
• Pantalón de Satén, a media pierna bombache, de color negro.
• Camisa de Satén, manga larga bombache, de color rojo.
• Medias de Algodón de Nylon, hasta los muslos, color negro.
• Alpargatas con color negro con colores adicionales.
• Adornos en el pantalón y la Camisa: Motas de Estambres. Flecos, Pechera. Cascabeles, Espejos, Pañuelos, etc.
• Caretas de Tela Metálica, Pintada con vivos Colores, con un Paño de Satén Rojo.

## Declaración de Patrimonio Cultural Inmaterial de la Humanidad
Los Diablos danzantes de Tinaquillo ingresaron, junto con otras 11 cofradías del país, a la lista representativa del Patrimonio Cultural Inmaterial de la Humanidad que aprueba la Organización de la Naciones Unidas para la Educación, Ciencia y la Cultura (Unesco), en París, el 6 de diciembre del año 2012.